# Burnt Pine
Burnt Pine este cel mai mare oraș din insula Norfolk, nefiind însă reședința unității administrative care o guvernează, aceasta fiind Kingston.

## Populația
Cifrele recensământului populației nu sunt disponibile pentru diversele districte din Insula Norfolk. Populația localității Burnt Pine a fost estimată a fi 180 de locuitori în 2007.

## Situri notabile în Burnt Pine și Middlegate
Burnt Pine
- Norfolk Island Bowling Club 1939
- Rawson Hall 1946
- South Pacific Hotel
- Lions Park sports grounds and grandstand 1974
- Foodland Mall 1980
- The Bicentennial Complex 1988
- Bounty Square and ship monument 2000

Middlegate
- Bounty Folk Museum 1980
- Governor's Lodge Resort 1998
- Fletcher's Mutiny Cyclorama 2002
- Queen Victoria Gardens 2009